# Schistophleps
Schistophleps is een geslacht van vlinders van de familie spinneruilen (Erebidae), uit de onderfamilie Arctiinae.

## Soorten
- S. albida Walker, 1864
- S. bicolora Bethune-Baker, 1904
- S. bipuncta Hampson, 1891
- S. costimacula Rothschild, 1913
- S. chamaitoides Rothschild, 1913
- S. fulvia Hampson, 1900
- S. hyalina Bethune-Baker, 1908
- S. irregularis Rothschild, 1916
- S. lofaushanensis Daniel, 1951
- S. major Roepke, 1946
- S. manusi Rothschild, 1916
- S. minor Roepke, 1946
- S. mundata Reich, 1957
- S. noloides Rothschild, 1913
- S. obducta Lucas, 1893
- S. plagosus Rothschild, 1916
- S. simillima Rothschild, 1913
- S. subtilis Holloway, 1979